# Лихтер
Лихтерът (на нидерландски: lichter) е разновидност на баржата, товарен несамоходен морски плавателен съд.
Няма екипаж, състои се само от 1 трюм с водонепроницаемо люково затваряне. Използва се за превоз на товари с помощта на буксири и тласкачи и за безкейови товарни операции при товарене и разтоварване на рейда на дълбоко газещи съдове, които не могат да влязат в плитко пристанище.
Отначало лихтерът е представлявал палубен плоскодънен ветроходен съд за товарене или разтоварване на кораби поради плитководие на пристанището.
В качеството на товари на лихтера могат да бъдат:
- генерални и масови товари;
- контейнери (в трюма и на капака на товарния трюм);
- подвижна техника (на капака на товарния трюм);
- тръби и пакетиран дървен материал (в трюма и на капака на товарния трюм).

Лихтерите се строят с конструкция, която позволява:
- повдигане и спускане, разполагане в трюм и закрепване на палубите на лихтеровоза;
- тласкане по река в състава на керван или поединично;
- единична буксировка по море при вълнение не повече от 4 бала (умерено вълнение) и отдалечаване от пристанище до 50 морски мили в открити морета и до 100 морски мили в закрити морета.

Някои лихтери имат собствено товарно устройство.
За международни превози повечето лихтери са стандартизирани. Най-разпространени са лихтерите от типоветеа LASH, „Sea bee“, „Danube Sea“, BACAT, BACO, „Capri“, „Trimariner“.
| Тип лихтер | Габаритни размери, мм | Товароподемност, т |
| ---------- | --------------------- | ------------------ |
| LASH       | 18750 × 9500 × 4300   | 370                |
| Sea bee    | 19718 × 10668 × 5156  | 850                |
| Danube Sea | 38250 × 11000 × 5300  | 1070               |
| BACAT      | 16830 × 5330 × 3800   | 140                |
| BACO       | 24000 × 9500 × 4060   | 800                |
| Capri 100H | 30500 × 10670 × 3500  | 1000               |
| Capri 200H | 60960 × 10670 × 3450  | 2000               |
| Capri 100C | 30500 × 10670 × 2750  | 720                |
| Trimariner | 61100 × 24000 × 5180  | 7000               |